# 低温生物学
低溫生物學（英語：Cryobiology）是研究生物在低溫下的變化，是生物學的一門分枝。一般會研究生命器官在低溫或低於正常溫度的變化、影響及狀態。研究範圍包括蛋白質、細胞、生物組織等。